# Viola iselensis
Viola iselensis är en violväxtart som beskrevs av Wilhelm Becker. Viola iselensis ingår i släktet violer, och familjen violväxter. Inga underarter finns listade i Catalogue of Life.